# المنظمة العربية للتنمية الصناعية والتعدين
المنظمة العربية للتنمية الصناعية والتقييس والتعدين منظمة صناعية عربية، تعنى بالتنمية الصناعية والتقييس والتعدين، أُنشئت بموجب قرار المجلس الاقتصادي والاجتماعي رقم #1056، بتاريخ 6 يوليو، 1988م، نتيجة دمج كل من  المنظمة العربية للثروة المعدنية، والمنظمة العربية للمواصفات والمقاييس بعد حلهما بمهام المنظمة العربية للتنمية الصناعية.
ويقع مقر المنظمة في مدينة الرباط بالمملكة المغربية.

## التأسيس
أصدر المؤتمر الأول للتنمية الصناعية في الدول العربية الذي عقد بدولة الكويت في الفترة 10 مارس، 1966، توصية بإنشاء مركز للتنمية الصناعية للعمل على دفع عجلة التنمية الصناعية في الدول العربية وتطويرها، وافق المجلس الاقتصادي والاجتماعي في دورته العادية الثالثة عشرة بموجب قراره رقم 359 بتاريخ 18/5/1968 على إنشاء المركز في القاهرة. وفي دورته الرابعة عشرة أصدر المجلس قراره رقم 39 بتاريخ 25 يناير، 1969، باعتماد نظام المركز الأساسي. وقد عقد أول مجلس إدارة للمركز في القاهرة بتاريخ 29 مايو، 1969.

## الدول الأعضاء
كافة دول جامعة الدول العربية أعضاء في المنظمة وهي:
1. سوريا
2. اليمن
3. الأردن
4. العراق
5. السعودية
6. عُمان
7. البحرين
8. الكويت
9. الإمارات العربية المتحدة
10. فلسطين
11. جيبوتي
12. الصومال
13. الأردن
14. مصر
15. لبنان
16. قطر
17. السودان
18. ليبيا
19. المغرب
20. موريتانيا
21. الجزائر

## أجهزة المنظمة
تتكون الأجهزة المسؤولة عن تسيير المنظمة من الهيئات التالية:
- الجمعية العامة (المجلس الوزاري)؛ وهي السلطة العليا في المنظمة وتتألف من جميع الدول العربية الأعضاء في المنظمة والتمثيل فيها على مستوى وزراء الصناعة.
- المجلس التنفيذي؛ ويعمل بمثابة مجلس إدارة للمنظمة ويتألف من خمسة عشر عضوا ينتخبون من بين الدول العربية الأعضاء يعاد انتخاب نصفهم كل سنتين. ويكون التمثيل على مستوى وكيل وزارة أو من يمثله.

## الهيكل التنظيمي
- المدير العام.
- المدير العام المساعد.
- مكتب المدير العام.
- المستشار القانوني.
- مكتب التخطيط والمتابعة.
- مكتب العلاقات العامة
- المراقب المالي
- إدارة الثروة المعدنية
- مركز المواصفات والمقاييس
- إدارة المعلومات الصناعية
- إدارة الشؤون الإدارية والمالية
- المكتب الإقليمي بالقاهرة
- المعهد العربي للتدريب والاستشارات الصناعية والتعدينية

## وصلات خارجية
- الموقع الرسمي
- مؤسسة المواصفات والمقاييس تستضيف الورشة العربية حول المترولوجيا
- المنظمة العربية للتنمية الصناعية والتعدين في الرباط تدعو إلى إعادة النظر في هيكلها التنظيمي